# Kaple svatého Michaela (Sedliště)
Kaple svatého Michaela je římskokatolická kaple v obci Sedliště. Patří do proboštství Litomyšl. Je chráněna od 25. 1. 1995 jako kulturní památka České republiky. Situována je na protáhlé návsi v centru obce.

## Historie
Neorománská kaple z roku 1874 stojí na místě starší zbořené kaple. Kolem roku 2000 byla kompletně obnovena a opravena.

## Architektura
Stavba na centrálním křížovém půdorysu, s polygonálně zakončeným presbytářem. Ve vrcholu stojící socha žehnajícího Krista přidržuje vysoký kříž. Střední hmota lehce převyšuje boční křídla kříže. V interiéru je původní výmalba, nad vstupem je kruchta s harmoniem.

## Bohoslužby
Pravidelné bohoslužby se v kapli nekonají.